# Pechmburk
Hrad Pechmburk (též Pechburg či Smolín) stával nad Smrčinským potokem mezi obcemi Velká Chyška a Lesná. Přímo u potoka stávala dnes již zaniklá ves Smolín.

## Historie
Osidlování okolí Velké Chyšky a Lesného započalo ve 13. století, kromě vlastní Velké Chyšky, která byla založena ve 12. století jako majetek strahovského kláštera. Lesné a Smolín byly od počátku součástí hořepnického statku. První písemná zmínka o vsi pochází 1299, kdy ji král Václav II. prodal Dětochovi z Třebelovic. V roce 1316 – 1324 je pak v soudních sporech se šlechtici ze středních a východních Čech uváděn jako žalobce jistý a blíže neznámý Hartman ze Smolína.
V této době však hrad patrně ještě nestál. Zakladatelem hradu byl zřejmě Jan z Pechmburka řečený Rubáš, přičemž hrad na listině z 12. července 1408, ve které získává od strahovského kláštera a strahovského opata Jana doživotně rychtářský úřad ve Velké Chyšce, není zmiňován přímo, ale pouze v Janově predikátu. Ačkoliv se Jan Rubáš v listinách poprvé objevuje až v roce 1406 (tehdy bez predikátu), ve výše zmíněné listině se uvádí, že rychtářský úřad drželi již jeho předci. Se stejným predikátem se znovu objevuje na listině ze 4. října 1414, kdy je jedním z trojice lidí, kterým Mikuláš ze Samechova přiznal dluh ve výši 25 kop českých grošů. Další zprávy o jeho životě nemáme, stejně tak neznáme, zda měl nějaké potomky. Nelze vyloučit, že k nim patřili Jan a Vilém, kteří jsou v jediných dvou dosud známých případech uváděni s přídomkem "ze Smolína".
Jan ze Smolína je v listině Kateřiny z Hořepníka z 25. srpna 1430 zároveň uváděn seděním v Rovném. Z predikátu je tedy patrné, že ves ani hrad nevlastnil, neboť v jeho majetku byla část nebo celá obec Rovná u Hořepníka. Vilém ze Smolína se objevuje na listině z 29. května 1450, kdy spolu s Ondřejem z Dubce a Janem ze Žichovic vypověděl nepřátelství Jindřichovi z Rožmberka. Jaký měl vztah ke Smolínu a Pechmburku, není známo, nicméně se dá předpokládat, že stejně jako v případě Jana mu ani jedno nepatřilo. Na koho tedy smolínský majetek po smrti Jana Rubáše přešel, zůstává dosud záhadou.
V roce 1465 je obec Smolín uváděná jako pustá (zmínka o „pustotinách pod Pechmburkem“). V roce 1530 prodala Markéta z Hořepníka hrad Pechmburk Jakubovi z Lestného. V roce 1578 nechal Jan z Lestného tuto změnu zapsat do zemských desk.